# Cor Vos
Corrie (Cor) Vos (Utrecht, 8 september 1901 – Nuenen, 19 mei 1992) was een Nederlandse edelsmid, sieraadontwerper en schilder. Ze was de eerste vrouwelijke goudsmid in Nederland.

## Leven en werk
Vos was een dochter van Pieter Vos (1877-1966) en Constance Frederika Mees (1878-1952). Haar vader was eigenaar en directeur van Houthandel P.M. en J.Jongeneel. Ze trouwde in 1931 met dr. Johannes Hoekstra (1904-1967), scheikundige en vanaf 1961 hoogleraar in Delft. Uit dit huwelijk werden zes kinderen geboren. Hoewel ze een eigen carrière had, volgen haar verhuisbewegingen de carrière van haar man. Het gezin woonde in Amsterdam, Eindhoven, Utrecht, Delft en Nuenen.
Vos werd opgeleid aan Kunstnijverheidsschool Quellinus Amsterdam onder Jac. Jacobs. Ze kreeg ook les van Mathieu Lauweriks. Ze werkte enige tijd in Parijs en bij Steltman in Den Haag. Terug in Utrecht startte ze een eigen atelier achter de Dom. Ze opende eind jaren twintig ook een "Werkplaats voor het vervaardigen van Nieuwe Sieraden" aan de Geulstraat in Amsterdam. Toen haar man in 1935 werd aangenomen bij de N.V. Philips' Gloeilampenfabrieken opende ze een atelier in Eindhoven. Vos' sieraden waren aanvankelijk geënt op de stijl van haar leraar Jacobs, met naturalistische schelp- en vismotieven, later maakte ze meer decoratief-ornamentaal werk.  
Vos was lid van de Nederlandsche Vereeniging voor Ambachts- en Nijverheidskunst (V.A.N.K.). In 1929 richtte boekbindster Elisabeth Menalda de groep De Trekvogels op, waarbij twaalf V.A.N.K.-leden, onder wie Vos, Bertha Bake, weefsters Mies van Os en Jeanne Scheffer, pottenbakster Thera Hofstede Crull en ex-librisontwerpster Jeanne Bieruma Oosting zich aansloten.
Ze exposeerde met De Trekvogels onder meer bij Pander in Amsterdam en in het Princessehof in Leeuwarden. De reacties op haar werk waren lovend, kunstcriticus W. Jos. de Gruyter schreef: "Zoowel coloristisch als plastisch voelt zij de mogelijkheden der sieraadkunst zuiver aan en kiest met critische zorg bij een bepaalden steen 't gewenschte metaal, of de gewenschte metalen, waarin deze gevat kan worden. Daarenboven laat zij gewoonlijk de ornamentale bewerking van het metaal haar uitgangspunt vinden in de noodzakelijke constructie. Waar zij herhalingen schuwt, telkens opnieuw van vorm, kleur en materie van den te verwerken steen uitgaat, ligt het voor de hand dat haar producten onderling aanmerkelijk verschillen. Smaakvol zijn zij echter zonder uitzondering, althans die hier te zien zijn." In 1932 werd de groep opgeheven.
Op latere leeftijd ging Vos schilderen en maakte portretten en stillevens. Ze overleed in 1992, op 90-jarige leeftijd.
- Biografisch Portaal: 65767655
- International Standard Name Identifier: 0000 0003 9590 3562
- Nederlandse Thesaurus van Auteursnamen: 072711957
- RKD-Nederlands Instituut voor Kunstgeschiedenis: 295488
- Virtual International Authority File: 290714215
- WorldCat: E39PBJtMk6yVTctjM3c4kKFYfq